# 异萼凤仙花
异萼凤仙花（学名：Impatiens heterosepala）为凤仙花科凤仙花属下的一个种。

## 扩展阅读
維基物種上的相關：异萼凤仙花